# Писарро, Хуан (бейсболист)
Хуан Рамон Писарро Кордова (исп. Juan Ramón Pizarro Córdova; 7 февраля 1937, Сантурсе — 18 февраля 2021, Каролина) — пуэрто-риканский бейсболист. Играл на позиции питчера. В Главной лиге бейсбола выступал с 1957 по 1974 год. Победитель Мировой серии 1957 года в составе клуба «Милуоки Брэйвз». Двукратный участник Матча всех звёзд лиги. Член Зала славы бейсбола Пуэрто-Рико.

## Биография

### Ранние годы
Хуан Писарро родился 7 февраля 1937 года в Сантурсе. Он был младшим из четырёх детей в семье. Его отец Зенон Писарро работал на стройке и занимался организацией петушиных боёв. Мать Рамона Кордова была домохозяйкой. Писарро, в отличие от многих других детей, не проявлял интереса к бейсболу, но с 13 лет выполнял обязанности бэтбоя на играх команды «Кангрехерос де Сантурсе». Сам он впервые вышел на поле годом позже, а во время учёбы в старшей школе начал играть в любительской команде.
Профессиональную карьеру Писарро начал зимой 1955/56 годов в составе «Сантурсе». В этой команде в дальнейшем он играл практически каждую зиму в течение всей своей карьеры. В арсенал подач Писарро входили фастбол и кервбол, временами он использовал скрубол, которому научился у Рубена Гомеса. Проблемой же был контроль мяча, который он пытался улучшить в течение нескольких следующих лет.

### Милуоки Брэйвз
В феврале 1956 года, по рекомендации скаута Луиса Ольмо, клуб «Милуоки Брэйвз» подписал с Писарро контракт. Зарплата 19-летнего игрока составила 2000 долларов в год. Карьеру в США он начал в составе команды Южно-Атлантической лиги «Джэксонвилл Брэйвз». В дебютном сезоне Писарро произвёл фурор, одержав 23 победы при всего 6 поражениях с пропускаемостью 1,77. В 274 проведённых иннингах он сделал 318 страйкаутов. Весной 1957 года его включили в основной состав «Брэйвз», 4 мая состоялся его дебют в Главной лиге бейсбола. Некоторое время он входил в стартовую ротацию команды, но затем был переведён в буллпен и на короткое время отправлялся играть в AAA-лигу за «Уичито Брэйвз». В своём первом сезоне на высшем уровне Писарро провёл 24 матча, выиграл пять из них и проиграл шесть, его показатель ERA составил 4,24. Контроль подачи всё ещё оставлял желать лучшего: в 99 1/3 иннингов им было допущен 51 бейс-он-болл. В победной Мировой серии против «Нью-Йорк Янкис» он участвовал в третьем матче.
В декабре 1957 года журналист Боб Вулф написал, что «игра Писарро стала разочарованием по причине его неопытности, а вместо получения игровой практики в младших лигах, он большую часть сезона провёл на скамейке запасных». Зимой он провёл впечатляющий сезон в Пуэрто-Рико, став вторым в истории лиги обладателем Тройной короны среди питчеров, установив рекорды по числу «сухих» матчей и страйкаутов в одной игре, и получив титул самого ценного игрока. Усталость после насыщенного зимнего сезона привела к тому, что Писарро не попал в основной состав «Брэйвз» весной 1958 года. До конца июля он играл за «Уичито», а после возвращения в «Милуоки» сыграл всего в 16 матчах.
В 1959 году он провёл за «Брэйвз» 29 игр, одержав шесть побед при двух поражениях с пропускаемостью 3,77. Июнь Писарро провёл в фарм-клубе «Луисвилл Колонелс», где сыграл ноу-хиттер. Сезон 1960 года стал для него первым полноценным в Главной лиге бейсбола, но свой талант до конца ему раскрыть так и не удалось. Несмотря на лестные оценки главного тренера «Брэйвз» Чарли Дрессена, сравнивавшего Писарро с Сэнди Коуфаксом, он одержал только шесть побед при семи поражениях с ERA 4,55. В декабре 1960 года в ходе трёхстороннего обмена он, транзитом через «Цинциннати Редс», перешёл в «Чикаго Уайт Сокс».

### Чикаго Уайт Сокс

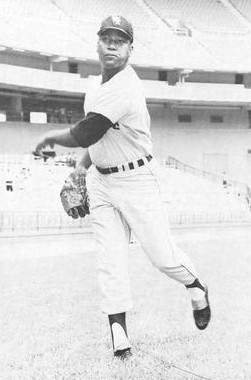
Писарро в 1965 году.

Сезон 1961 года стал прорывным для карьеры Писарро. Он снизил количество допускаемых бейс-он-боллов до 4,1 на 9 иннингов, стал лидером Американской лиги по среднему числу страйкаутов на 9 иннингов с показателем 8,7. В регулярном чемпионате он одержал 14 побед при 7 поражениях с пропускаемостью 3,07. На игру Писарро заметно повлиял совет главного тренера команды Эла Лопеса отказаться от нестабильного скрубола.
Развить свой успех в 1962 году ему не удалось. Многочисленные нарушения дисциплины и прогулы тренировок привели к ухудшению его игры. Писарро выиграл 12 матчей, но проиграл 14. Зимой 1962/63 годов он был приглашён в состав клуба «Маягуэс Индианс», представлявшего Пуэрто-Рико в играх Межамериканской серии, и 8 февраля сыграл единственный в истории турнира ноу-хиттер. Следующие два сезона стали лучшими в карьере Писарро. В 1963 году он выиграл 16 матчей при 8 поражениях с пропускаемостью 2,39, ещё через год одержал 19 побед при 9 поражениях и ERA 2,56. В обоих сезонах его включали в число участников Матча всех звёзд Главной лиги бейсбола.
После этого его карьера двинулась к своему закату. В 1965 году Писарро сначала бастовал из-за финансовых разногласий с клубом, затем не играл из-за болей в руке. Ему диагностировали разрыв сухожилия трицепса. После восстановления он играл лучше, был близок к тому, чтобы сыграть ноу-хиттер и завершил чемпионат с шестью победами при трёх поражениях и показателем пропускаемости 3,43.

### Завершение карьеры
Начиная с 1966 года, в течение девяти лет он поиграл за шесть разных клубов лиги, большую часть времени выходя на поле в роли реливера. Один из самых памятных матчей в карьере Писарро провёл 16 сентября 1971 года в составе «Чикаго Кабс»: его команда обыграла «Нью-Йорк Метс» 1:0, а сам он стал автором единственного хоум-рана. Летом 1974 года он установил несколько рекордов Мексиканской лиги, играя за команду «Кафетерос де Кордоба», а затем провёл свои последние матчи в Главной лиге бейсбола в «Питтсбург Пайрэтс». За 18 проведённых в лиге сезонов он одержал 131 победу при 105 поражениях с показателем ERA 3,43.
После этого Писарро продолжал выступать в Мексике и Пуэрто-Рико, окончательно завершив карьеру в начале 1977 года. Всего за время выступлений в Пуэрто-риканской лиге он одержал 157 побед при 110 поражениях с пропускаемостью 2,51, пропустив 1980 хитов в 2403 иннингах. По состоянию на 2021 год ему принадлежат рекорды лиги по количеству сделанных страйкаутов и «сухих» матчей — 1804 и 46 соответственно.

### Дальнейшая жизнь
Закончив играть, Писарро вернулся в Пуэрто-Рико. Он работал тренером в команде «Сантурсе», занимался с детьми. В 1997 году он недолго входил в тренерский штаб команды «Рокфорд Каббис» из Лиги Среднего Запада. В 2007 году он вышел на пенсию.
Хуан Писарро скончался 18 февраля 2021 года в возрасте 84 лет. В последние полтора года жизни он боролся с раком простаты. В одном из некрологов историк бейсбола Хорхе Колон Дельгадо назвал его «лучшим пуэрто-риканским питчером всех времён». Он входит в Зал славы пуэрто-риканского бейсбола, Зал славы Карибской серии и Зал славы латиноамериканского бейсбола.